# Dish Network
Dish è una società statunitense attiva nel settore televisivo, con sede a Englewood, nel Colorado.
È la terza più grande azienda statunitense nel settore della televisione satellitare e della Pay TV.